# Peršaja Liha 2020
La Peršaja Liha 2020 è stata la 30ª edizione della seconda serie del campionato bielorusso di calcio. La stagione è iniziata il 17 aprile 2020 ed è terminata il 21 novembre successivo.

## Stagione

### Novità
Al termine della passata stagione sono salite in massima serie Belšyna, Smaljavičy e Ruch Brėst. È retrocesso in Druhaja liha il Baranavičy.
Dalla Vyšėjšaja Liha 2019 sono retrocesse Dnjapro Mahilëŭ, Homel' e Tarpeda Minsk. Dalla Druhaja liha sono saliti Arsenal Dzjaržynsk e Ašmjany.
Tarpeda Minsk e Dnjapro Mahilëŭ si sono sciolte al termine della passata stagione.
L'NFK Minsk ha cambiato denominazione in Krumkačy Minsk.

### Formula
Le quattordici squadre si affrontano due volte, per un totale di ventisei giornate.
Le prime due classificate, vengono promosse in Vyšėjšaja Liha 2021. La terza, invece, disputa uno spareggio promozione retrocessione con la terzultima classificata della Vyšėjšaja Liha 2020. L'ultima, infine, disputa anch'essa uno spareggio promozione-retrocessione, ma contro la terza classificata della Druhaja liha.

## Classifica finale
|  | Pos. | Squadra                 | Pt | G  | V  | N | P  | GF | GS | DR  |
|  | ---- | ----------------------- | -- | -- | -- | - | -- | -- | -- | --- |
|  | 1.   | Spadarožnik Rėčica      | 61 | 26 | 19 | 4 | 3  | 50 | 18 | +32 |
|  | 2.   | Homel' (-5)             | 54 | 26 | 18 | 5 | 3  | 60 | 20 | +40 |
|  | 3.   | Krumkačy Minsk          | 52 | 26 | 16 | 4 | 6  | 46 | 28 | +18 |
|  | 4.   | Arsenal Dzjaržynsk      | 46 | 26 | 13 | 7 | 6  | 41 | 28 | +13 |
|  | 5.   | Ljakamatyŭ Homel'       | 45 | 26 | 13 | 6 | 7  | 56 | 38 | +18 |
|  | 6.   | Smarhon'                | 36 | 26 | 10 | 6 | 10 | 29 | 26 | +3  |
|  | 7.   | Lida (-3)               | 31 | 26 | 9  | 7 | 10 | 37 | 42 | -5  |
|  | 8.   | Slonim-2017             | 30 | 26 | 8  | 6 | 12 | 22 | 32 | -10 |
|  | 9.   | Volna Pinsk             | 27 | 26 | 7  | 6 | 13 | 41 | 52 | -11 |
|  | 10.  | Ašmjany                 | 26 | 26 | 6  | 8 | 12 | 35 | 43 | -8  |
|  | 11.  | Orša (-3)               | 24 | 26 | 7  | 6 | 13 | 30 | 42 | -12 |
|  | 12.  | Naftan (-15)            | 21 | 26 | 10 | 6 | 10 | 36 | 43 | -7  |
|  | 13.  | Hranit Mikašėvičy       | 17 | 26 | 4  | 5 | 17 | 21 | 51 | -31 |
|  | 14.  | Chimik Svetlahorsk (-9) | 1  | 26 | 2  | 4 | 20 | 12 | 52 | -40 |

Legenda:
      Promossa in Vyšėjšaja Liha 2021.
   Ammesso allo spareggio promozione/retrocessione.
      Retrocessa nelle Druhaja Liha 2021
Note:
Tre punti a vittoria, uno a pareggio, zero a sconfitta.

## Spareggio promozione
|                | Risultati |                | Luogo e data            |
| -------------- | --------- | -------------- | ----------------------- |
| Krumkačy Minsk | 0 - 2     | Sluck          | Minsk, 15 dicembre 2020 |
| Sluck          | 2 - 1     | Krumkačy Minsk | Minsk, 19 dicembre 2020 |
|                |           |                |                         |

## Spareggio retrocessione
|                    | Risultati |                    | Luogo e data                  |
| ------------------ | --------- | ------------------ | ----------------------------- |
| Chimik Svetlahorsk | 0 - 0     | Maladzečna         | Svetlahorsk, 28 novembre 2020 |
| Maladzečna         | 0 - 4     | Chimik Svetlahorsk | Maladzečna, 5 dicembre 2020   |
|                    |           |                    |                               |